# World of Tanks
A World of Tanks egy 3D-s csapatalapú többjátékos freemium videójáték, amelyben az 1910-es és 1970-es évek közötti páncélozott harcjárművek harcait szimulálják. A játék PvP alapú, vagyis a játékosok egymással harcolnak benne. A kiadott változatban 94 amerikai, 130 szovjet, 119 német, 78 brit, 75 francia, 42 kínai, 12 cseh, 29 svéd, 26 japán, 12 olasz harcjármű és 12 lengyel harcjármű, amelyeket könnyű, közepes és nehéz harckocsikra, páncélvadászokra és önjáró lövegekre osztottak fel. Összesen 500 tankot vehetünk az irányításunk alá.
A járművek külsőre történelmileg hű másai a valódiaknak (habár vannak fantázia tankok amelyet kis valósággal ötvöztek), de mivel a játék nem egy tankszimulátor, így bizonyos értékeket (például a páncélátütés fizikája) egyszerűsítettek és a játékbeli irányítást kiegyenlítették. A játékot 2011. április 12-én adták ki Európában és Észak-Amerikában.
A World of Tanks az első olyan játéka a fehérorosz Wargaming.netnek, amelyet ingyenesen játszhatóvá tettek, és csupán az extra tartalomért és lehetőségekért kell fizetni aranyvásárlás formájában. A játék bekerült a Guinness Rekordok Könyvébe, az egyszerre elérhető legtöbb online játékos kategóriában, 2011. január 23-án, amikor 91 311 játékos játszott egyszerre az orosz szerveren. Ezt 2012. április 13-án sikerült megdönteni, az európai szerveren amikor a játékosok egy kód beírásával egy napra prémium felhasználóvá válhattak. Az egyszerre játszó játékosok száma mára[mikor?] elérte a 217 000-et.[forrás?]
A játékot több videójáték-konzolra is átírták, a PlayStation 4, Xbox 360 és Xbox One konzolokra World of Tanks: Modern Armor (korábban World of Tanks: Valor) címen a Wargaming West fejlesztette. Mobilplatformokon a játék World of Tanks Blitz címen fut, míg World of Tanks Rush címen egy asztali társasjáték, World of Tanks: Generals címen egy gyűjtögetős kártyajátékot is készült.
A World of Tanks a World of Warplanes és a World of Warships képében két spin-offot is kapott.

## Játékmenet

### Játékmódok
A játékosok 6 különböző játékmód közül választhatnak: normál, speciális, szakasz, gyakorló és csapat csata, valamint tank század.

### Alap csatatípusok
Jelenleg négy játéktípus található a normál csatákban: normál, ütközet, nagy csata és támadás. Az összecsapás játékmód időközben kikerült a játékból.
- Normál

A cél elfoglalni az ellenfél bázisát vagy megsemmisíteni az ellenfél összes tankját 15 percen belül. Ha az idő lejár, akkor a csata végeredménye automatikusan döntetlen lesz.
- Ütközet

A csapatok célja, hogy elfoglalják a pálya egyetlen semleges bázisát vagy megsemmisítsék a másik csapat összes tankját 15 percen belül. Ha az idő lejár, akkor a csata végeredménye automatikusan döntetlen lesz.
- Támadás

A támadó csapatnak el kell foglalnia a védekező csapat bázisát vagy meg kell semmisíteniük az ellenfél összes tankját 10 percen belül. Ha az idő lejár, akkor védekező csapat nyer.
- Nagy csata

30 a 30 elleni játékmód. A cél megsemmisíteni az ellenfél összes tankját 15 percen belül. Ha az idő lejár, akkor a csata döntetlennel végződik.
- Összecsapás

Hasonló, mint a normál csata, csak itt két különböző nemzet tankjai harcolnak egymás ellen. Megszűnt.

### Csapat csata
A csaták maximális hossza 10 perc, 7-7 fős csapatok részvételével. A játékmód egyik legfontosabb jellemzője, hogy hasonló képességű csapatokat sorsol össze egy speciális algoritmus alapján. Minden játékos csatlakozhat egy csapathoz vagy akár új csapatot is létrehozhat (mint egy tankszázadot), de választhatja az autó-kiválasztás opciót is. Ebben az esetben a program egy automata keresést végez, mellyel csapatot keres a játékosnak vagy éppen egy játékost keres majd a csapat még üres helyére.

### Tanktípusok
A játék több száz tanktípust tartalmaz az első világháborútól kezdve az 1960-as évekig terjedő időszakból, köztük olyan járműveket, amelyekből csak prototípus készült vagy tervrajzokig létezett. Jelenleg[mikor?] 11 nemzet (lengyel, svéd, csehszlovák, szovjet, német, francia, kínai, japán, amerikai, brit, olasz) rendelkezik saját fejlesztési fával, kiegészítve több ország (Magyarország, Tajvan, Lengyelország) tankjaival. Minden egyes nemzet tankjainak más előnyei és hátrányai vannak. A World of Tanks a tankokat ötféle osztályba sorolja: könnyű (Light) tankok, közepes (Medium) tankok, nehéz (Heavy) tankok, páncélvadászok (Tank Destroyers) és önjáró lövegek (Self-Propelled Guns).
A járművek gondosan vannak lemodellezve, és a fejlesztők sok figyelmet fordítanak ennek pontosságára is. Mivel a World of Tanks nem tank szimulátor, így néhány paraméter le van egyszerűsítve, mint például az átütés fizikája és az irányítás, ami sokkal felhasználóbarátabb. A legtöbb tanknak 360 fokban körbe fordul a tornya, de némelyik könnyű tanknak és a páncélvadászok, valamint az önjáró lövegek többségének látótere korlátozott. Nekik forgatniuk kell a tank testét annak érdekében hogy a célpontra lőhessenek.
Vannak olyan tankok, amelyek hivatalosan például közepes tankok, ám mégis van egy (vagy több) adott tulajdonságuk, amely miatt hibridnek nevezhetők (ilyen pl. a közepes tankként bekategorizált T–54, aminek toronypáncélja azonban olyan erős, mint a nehéz harckocsiknak).

### Bajnokságok / eSport
Minden évben megrendezésre kerülnek a kontinensekre szétosztott bajnokságok. Európai(EU), Orosz(CIS), Amerikai(NA), Ázsia(APAC)
A kontinens tornákon belül is megkülönböztetünk Season I és Season II ami alapján a legjobb csapatok bekerülhetnek a Világbajnokságra. Az európai az orosz és az amerikai kontinenstorna 1-3 helyezettje továbbá a legjobb 3 ázsiai csapat kerül be az úgynevezett "The Grand Finals" amit minden évben a játék otthonában Oroszországban rendeznek meg.

### Lőszertípusok
A játékban a tankokhoz több lőszertípus is elérhető, amelyek három nagyobb csoportba vannak osztva: alaplőszerre (általában AP típusú), prémiumlőszerre (HEAT vagy APCR magasabb átütéssel) és repesz-rombolóra (alacsony átütés mellett magas sebzés, HE vagy HESH).
- Páncéltörő lövedék (Armor Piercing – AP): a legtöbb tank standard alaplőszere.
- Keményfémmagvas páncéltörő (Armor Piercing Composite Rigid – APCR): a legtöbb tank prémium lőszere, magasabb átütéssel, gyorsabb repülési sebességgel.
- High Explosive Anti-Tank  (HEAT): lassabb repülési sebességű prémium lőszer, amit könnyen elnyel az üreges páncélzat, illetve lánctalp.
- Repesz-romboló (High Explosive – HE): alacsony átütés és magas sebzés, a tüzérség alaplőszere.
- High Explosive Squash Head (HESH): a brit tankok prémium repesz-romboló lőszere, alacsony átütéssel és nagy sebzéssel.

## A játék számokban
- 110 000 000 felhasználó.
- 1 500 000 aktív játékos.
- 1 030 000 ember játszik hetente.
- 670 000 ember játszik naponta.
- 217 000 felhasználó játszik egyszerre.
- 26 000 új játékos naponta.
- 600-nál is több tank.
- 25 kör egy játékalkalom során.
- 3,2 óra jut átlagosan egy felhasználóra.[11]

## Verziótörténet
| Szín  | Jelentés                    |
| ----- | --------------------------- |
| Vörös | Régi kiadás                 |
| Zöld  | Jelenlegi stabil kiadás     |
| Kék   | Jelenlegi bétakiadás        |
| Lila  | Jelenlegi fejlesztői kiadás |

| 0.6.2.7    | 2010. december 23.   | N/A |                                                                 |
| 0.6.2.8    | 2010. december 29.   | N/A |                                                                 |
| 0.6.3.8    | 2011. március 1.     | N/A |                                                                 |
| 0.6.3.9    | 2011. március 22.    | N/A |                                                                 |
| 0.6.3.10   | 2011. április 7.     | N/A |                                                                 |
| 0.6.3.11   | 2011. április 12.    | N/A |                                                                 |
| 0.6.4      | 2011. május 17.      | N/A | Archiválva 2016. március 10-i dátummal a Wayback Machine-ben    |
| 0.6.5      | 2011. június 29.     | N/A | Archiválva 2016. március 10-i dátummal a Wayback Machine-ben    |
| 0.6.6      | 2011. augusztus 10.  | N/A | Archiválva 2016. március 10-i dátummal a Wayback Machine-ben    |
| 0.6.7      | 2011. szeptember 15. | N/A | Archiválva 2016. március 10-i dátummal a Wayback Machine-ben    |
| 0.7.0      | 2011. december 19.   | Bevezették a visszajátszások mentésének lehetőségét. | Archiválva 2016. szeptember 24-i dátummal a Wayback Machine-ben |
| 0.7.1      | 2012. január 5.      | Francia fejlesztési fa, 18 új francia jármű. | Archiválva 2016. március 10-i dátummal a Wayback Machine-ben    |
| 0.7.1.1    | 2012. március 13.    | Modok támogatása (res_mods mappa hozzáadása). | Archiválva 2016. március 10-i dátummal a Wayback Machine-ben    |
| 0.7.2      | 2012. március 30.    | 2 új pálya (Live Oaks és Province), új járművek (M8A1, T49, M18, T25/2, T28 Prototype, M103 és T110E5), új legénységi képességek és álcafestések.              |                                                                 |
| 0.7.3      | 2012. május 8.       | 2 új pálya (Dragon's Ridge és South Coas) és új járművek (T-150, KV4, ST-1, IS-8, IS-6, Jagdtiger 8,8). Az IS4 tier 10-es, a KV3 tier 7-es besorolást kapott.  |                                                                 |
| 0.7.4      | 2012. június 21.     | 2 új játéktípus (Támadás és Ütközet mód), 2 új térkép (Widepark és Airfield), új francia páncélvadászok és önjáró tüzérségek, új medálok.                      |                                                                 |
| 0.7.5      | 2012. augusztus 4.   | 3 új pálya (Port, Highway és Serene Coas), új járművek (ELC AMX, Jagdpanther II, Matilda Black Prince, valamint tier 10-es páncélvadászok és közepes tankok).  | Archiválva 2016. március 10-i dátummal a Wayback Machine-ben    |
| 0.8.0      | 2012. szeptember 27. | Továbbfejlesztett fizika és renderelő, második szovjet páncélvadász ág hozzáadása.                                                                             |                                                                 |
| 0.8.1      | 2012. október 31.    | Brit fejlesztési fa hozzáadása, új járművek (SU-122-44, Panther M10 és Pz IV Schmalturm).                                                                      |                                                                 |
| 0.8.2      | 2012. december 14.   | Új járművek (T21, T71, T69, T54E1, T57 Heavy, FCM 50(t), AT-15A és TOG-II), Type59 és Type62 paramétereinek változtatása (Type62 tier 7-es besorolást kapott). |                                                                 |
| 0.8.3      | 2013. január 16.     | Kínai fejlesztési fa hozzáadása, az önjáró tüzérség kiegyensúlyozása.                                                                                          |                                                                 |
| 0.8.4      | 2013. március 8.     | Új járművek (SU-100Y, Pz I, Pz I Ausf. С, Pz II Ausf. G, valamint új brit páncélvadászok), Luchs, Leopard és VK2801 eggyel magasabb besorolást kapott.         |                                                                 |
| 0.8.5      | 2013. április 25.    | Új pálya (Pearl River), új járművek (VK 20.01 (D), VK 30.02 (D), Aufk. Panther, Indien-Panzer, Leopard PTA, Leopard I, T-60, T-70 és T-80).                    |                                                                 |
| 0.8.6      | 2013. június 19.     | Új önjáró tüzérségek, valamint teljes újraegyensúlyozásuk. | Archiválva 2015. november 16-i dátummal a Wayback Machine-ben   |
| 0.8.7      | 2013. július 26.     | Új pálya (Severogorsk), új brit önjáró tüzérségek, T-50-2 átnevezve (MT-25).                                                                                   |                                                                 |
| 0.8.8      | 2013. szeptember 12. | |                                                                 |
| 0.8.9      | 2013. november 1.    | | Archiválva 2015. november 16-i dátummal a Wayback Machine-ben   |
| 0.8.10     | 2013. december 23.   | Japán fejlesztési fa hozzáadása, 2 új jármű (Obj. 430 II és Obj. 430.), 1 új pálya (Hidden Village) és 1 pálya (Port) eltávolítása                             |                                                                 |
| 0.8.11     | 2014. február 11.    | |                                                                 |
| 0.9.0      | 2014. április 16.    | |                                                                 |
| 0.9.1      | 2014. június 11.     | 1 új pálya (Kharkov), új tüzérségi és csapat csata medálok, kiválóságjelek bevezetése és könnyített match making bevezetési a 4-7 szintű könnyű harckocsiknak  |                                                                 |
| 0.9.2      | 2014. augusztus 1.   | |                                                                 |
| 0.9.3      | 2014. szeptember 24. | |                                                                 |
| 0.9.4      | 2014. november 5.    | |                                                                 |
| 0.9.5      | 2014. december 22.   | |                                                                 |
| 0.9.6      | 2015. február 10.    | |                                                                 |
| 0.9.7      | 2015. április 28.    | |                                                                 |
| 0.9.8      | 2015. május 27.      | |                                                                 |
| 0.9.8.1    | 2015. június 3.      | A Domination mód zökkenőmentes indulását előkészítő apróbb frissítés, amely letiltotta a telepített modokat.                                                   |                                                                 |
| 0.9.9      | 2015. július 15.     | |                                                                 |
| 0.9.12     | 2015. november 18.   | |                                                                 |
| 0.9.13     | 2015. december 16.   | Csehszlovák fejlesztési fa, 1 új pálya (Pilsen), 23 új HD modell, jármű újraegyensúlyozások                                                                    |                                                                 |
| 0.9.14     | 2016. március 10.    | |                                                                 |
| 0.9.14.1   | 2016. április 1.     | Speciális Holdon játszható játékmód április elseje alkalmából.                                                                                                 |                                                                 |
| 0.9.15     | 2016. május 26.      | Fejlesztett fizika és hang, 20 jármű kiegyensúlyozása, kliens teljesítményének javítása (DirectX11).                                                           |                                                                 |
| 0.9.15.0.1 | 2016. június 10.     | Speciális futball játékmód a 2016-os labdarúgó-Európa-bajnokság idejére.                                                                                       | Archiválva 2016. július 22-i dátummal a Wayback Machine-ben     |
| 0.9.15.1   | 2016. június 27.     | A csata felületének átültetése ActionScript 3.0 programozási nyelvre, fejlesztések az új hangrendszerben, 24 új HD modell.                                     |                                                                 |
| 0.9.15.1.1 | 2016. augusztus 20.  | N/A | [ 12 ]                                                          |
| 0.9.15.2   | 2016. szeptember 15. | Speciális konvoj játékmód a Mark I első harci bevetésének 100. évfordulójára.                                                                                  |                                                                 |
| 0.9.16     | 2016. október 5.     | 1 új pálya (Párizs), első svéd tank, 21 új HD modell. |                                                                 |
| 0.9.17     | N/A                  | |                                                                 |

## Zene
A World of Tanks zenéjét Sergey Khmelevsky szerezte. Az eredeti soundtracket Londonban az Abbey Road Studies-ban rögzítették. A játék emellett 11 féle legénységi hangot (cseh, orosz, brit, amerikai, japán, német, kínai, francia, olasz, lengyel és svéd) és különféle realisztikus hanghatásokat tartalmaz. A játék 1.0-s verziójának kiadásakor a Wargaming úgy döntött, hogy új zenéket tesz a játékba. Az új dalokat Andrius Klimka és Andrey Kulik szerezte, a zenét pedig a Prágai Filharmonikus Zenekar játszotta el, ezzel teremtve valódi csatatéri hangulatot a játékban. Az új soundtrack nagy sikerre tett szert.[forrás?]
| Dalok | Dalok                         | Dalok | Dalok | Dalok | Dalok | Dalok | Dalok | Dalok | Dalok |
| #     | Cím                           | Hossz |       |       |       |       |       |       |       |
| ----- | ----------------------------- | ----- | ----- | ----- | ----- | ----- | ----- | ----- | ----- |
| 1.    | Roll Out!                     | 1:04  |       |       |       |       |       |       |       |
| 2.    | Move to Position              | 1:27  |       |       |       |       |       |       |       |
| 3.    | Steel March                   | 1:06  |       |       |       |       |       |       |       |
| 4.    | Ruined Himmelsdorf            | 0:59  |       |       |       |       |       |       |       |
| 5.    | Sounds of the Volga           | 1:03  |       |       |       |       |       |       |       |
| 6.    | Urban Combat                  | 1:00  |       |       |       |       |       |       |       |
| 7.    | Dawn over Mountain Pass       | 1:05  |       |       |       |       |       |       |       |
| 8.    | Mountain Trail                | 1:01  |       |       |       |       |       |       |       |
| 9.    | Reading 'Stars and Stripes'   | 0:45  |       |       |       |       |       |       |       |
| 10.   | American Warriors             | 0:59  |       |       |       |       |       |       |       |
| 11.   | Hidden Village                | 1:00  |       |       |       |       |       |       |       |
| 12.   | Asian Glory                   | 1:01  |       |       |       |       |       |       |       |
| 13.   | Search and Destroy            | 0:59  |       |       |       |       |       |       |       |
| 14.   | Sands of El Halluf            | 1:01  |       |       |       |       |       |       |       |
| 15.   | Beacon of the Desert          | 0:58  |       |       |       |       |       |       |       |
| 16.   | Special Directive             | 1:02  |       |       |       |       |       |       |       |
| 17.   | Coup de Main                  | 1:04  |       |       |       |       |       |       |       |
| 18.   | Burden of Victory             | 0:59  |       |       |       |       |       |       |       |
| 19.   | Head-on Attack                | 1:17  |       |       |       |       |       |       |       |
| 20.   | The Hunt is On                | 0:44  |       |       |       |       |       |       |       |
| 21.   | Ready for Action              | 1:03  |       |       |       |       |       |       |       |
| 22.   | Never Surrender!              | 1:07  |       |       |       |       |       |       |       |
| 23.   | The Urge to Win               | 0:56  |       |       |       |       |       |       |       |
| 24.   | Master Plan                   | 1:24  |       |       |       |       |       |       |       |
| 25.   | The Ambush                    | 0:58  |       |       |       |       |       |       |       |
| 26.   | Eye of the Storm              | 0:43  |       |       |       |       |       |       |       |
| 27.   | Breaking the Frontline        | 1:24  |       |       |       |       |       |       |       |
| 28.   | The Standoff                  | 1:56  |       |       |       |       |       |       |       |
| 29.   | Brothers in Arms              | 0:54  |       |       |       |       |       |       |       |
| 30.   | Before the Storm              | 1:04  |       |       |       |       |       |       |       |
| 31.   | Let the Battle Unfold!        | 1:32  |       |       |       |       |       |       |       |
| 32.   | Face to Face                  | 0:53  |       |       |       |       |       |       |       |
| 33.   | Meadowlands                   | 1:04  |       |       |       |       |       |       |       |
| 34.   | Flank Attack                  | 1:16  |       |       |       |       |       |       |       |
| 35.   | New Victories Await           | 0:54  |       |       |       |       |       |       |       |
| 36.   | The Legend is Born            | 3:27  |       |       |       |       |       |       |       |
| 37.   | Back in Action (bónusz track) | 2:08  |       |       |       |       |       |       |       |
| 36:77 |                               |       |       |       |       |       |       |       |       |

## Fogadtatás
| Összegzőoldal | Értékelés |
| ------------- | --------- |
| GameRankings  | 82%       |
| Metacritic    | 80/100    |

| Szerző        | Értékelés |
| ------------- | --------- |
| Eurogamer     | 8/10      |
| GameSpot      | 8,0/10    |
| IGN           | 7,5/10    |
| PC Gamer (UK) | 85/100    |
| PC Guru       | 85/100    |

| Szerző                                | Díj                                    |
| ------------------------------------- | -------------------------------------- |
| Golden Joysticks Award 2013           | „Legjobb online játék”                 |
| Golden Joysticks Award 2012           | „Legjobb MMO”[forrás?]                 |
| MMOSITE's Reader's Choice Awards 2010 | „Legjobban várt MMO 2010-ben”[forrás?] |
| KRI 2010                              | „Legjobb online játék”                 |
| E3 2010                               | „Legjobb új koncepció”                 |

A játék pozitív fogadtatásban részesült, a 2013 januári Metacritic értékelése 80/100 pont. A GameSpot azt emelte ki benne, hogy azon túl, hogy ingyenesen élvezhető a játék, számtalan lehetőséget is nyújt a játékosoknak, könnyű beletanulni az irányításba. Negatívumként azt hozták fel, hogy a prémium tartalomért fizetők különféle előnyöket élveznek. Az IGN szintén a könnyű kezelhetőséget, és a játék hangulatot tartotta pozitívumnak, míg a negatívumokhoz azt sorolták, hogy a játékos számára ismeretlen marad, milyen számítás eredményeként üti át egy lövedék az ellenséges páncélt és mi alapján működik az ellenség észlelése.
A PC Guru tesztjében a legfőbb pozitívumok között a rengeteg tankot és taktikai lehetőséget említik meg a gyors és izgalmas harcok mellett. A játékmenetet alapvetően egyszerűnek, de szórakoztatónak tartják, a negatívumokhoz pedig a kiegyensúlyozatlan tankokat sorolták. Bár a játék alapvetően ingyenes, a cikkíró véleménye szerint nehéz elkerülni, hogy végül ne fizessen a játékos. A PC Guru 2011-es év értékelésekor a legjobb Free2play játék kategóriájában a World of Tanks szerezte meg az első helyet olyan címek előtt, mint például az Alien Swarm és a Battlefield Play4Free, amit a remek játékmenetnek és a folyamatos fejlődésnek köszönhetett.

### Díjak
- Az első "Legjobb online játék" díja, KRI 2010.[27][28]
- A "Legjobb új koncepció" díja az E3 2010.[29]
- A "Legjobb ingyenes MMORPG" az MMORPG Center’s 2010 Player’s Choice Awardson.[30]
- A "Legjobban várt ingyenes MMORPG" az MMORPG Center’s 2010 Player’s Choice Awards alapján[30]
- A "Legjobban várt MMO 2010-ben" az MMOSITE's Reader's Choice Awards 2010 alapján
- A "Kedvenc stratégiai MMO 2010-ben" az MMOSITE's Reader's Choice Awards 2010 alapján[31]
- Guinness Rekordok Könyve: az egyszerre elérhető legtöbb játékos egy online MMO szerveren[7]
- "Gold Award" from Gamers Daily News[32]
- "Best Game" KRI 2011[33]
- "Audience Award" KRI 2011[33]
- Best «Game that Needed the Award» Award a Gameprótól az E3 2011-en[34]
- «Rising Star Award for E3 2011» mmorpg.comtól[35]

## Fordítás
Ez a szócikk részben vagy egészben  a   World of Tanks című finn Wikipédia-szócikk ezen változatának fordításán alapul.  Az eredeti cikk szerkesztőit annak laptörténete sorolja fel. Ez a jelzés csupán a megfogalmazás eredetét és a szerzői jogokat jelzi, nem szolgál a cikkben szereplő információk forrásmegjelöléseként.